# United Democratic Front (Indien)
United Democratic Front är en av de två politiska allianser som dominerar den indiska delstaten Keralas politiska liv. 2001 fick UDF regeringsmakten i Kerala.
Medlemmar i UDF är
- Kongresspartiet (71)
- Indian Union Muslim League (17)
- Kerala Congress (Mani) (9)
- Janathipathiya Samrakshana Samithy (4)
- Revolutionary Socialist Party (Bolshevik) (2)
- Kerala Congress (Jacob) (2)
- Kerala Congress (Balakrishna Pillai) (2)
- Communist Marxist Party (1)

inom parentes visas antal mandat i Keralas delstatsförsamling från valet 2001, av totalt 140 mandat